# 伊涅 (默尔特-摩泽尔省)
伊涅（法語：Igney，法語發音：[iɲɛ] ⓘ）是法国默尔特-摩泽尔省的一个市镇，位于该省东南部，属于吕内维尔区。

## 地理
伊涅（48°38'2"N, 6°48'50"E）面积4.71 平方千米，位于法国大東部大區默尔特-摩泽尔省，该省份为法国东北部内陆省份，是洛林的一部分，北邻比利时、卢森堡，北起顺时针与摩泽尔省、下莱茵省、孚日省和默兹省接壤。
与伊涅接壤的市镇（或旧市镇、城区）包括：富尔克雷、阿姆农库尔、欧特勒皮埃尔、阿夫里库尔、戈涅、勒派。

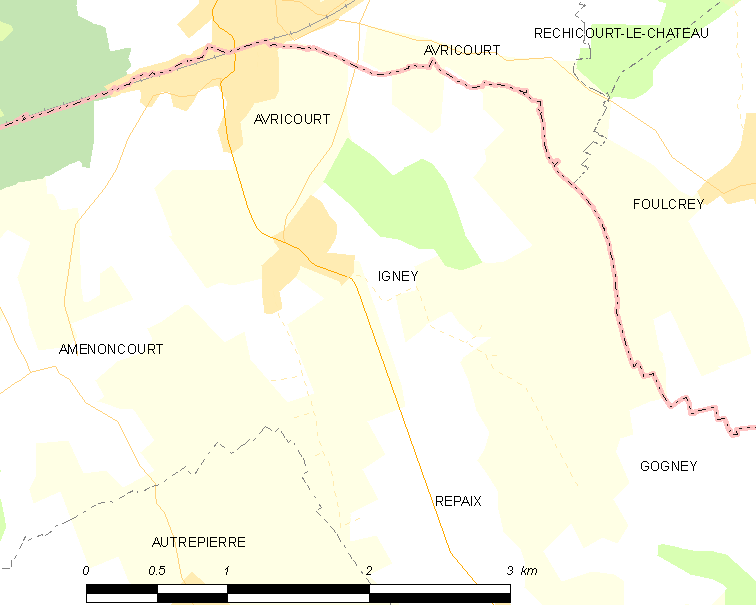
的OSM定位图

伊涅的时区为UTC+01:00、UTC+02:00（夏令时）。

## 行政
伊涅的邮政编码为54450，INSEE市镇编码为54271。

## 政治
伊涅所属的省级选区为巴卡拉县。

## 人口

1962-2008年间人口变化图示

伊涅于2022年1月1日时的人口数量为113人。